# Pisa tetraodon
Pisa tetraodon è un crostaceo decapode della famiglia dei Epialtidae.

## Habitat e distribuzione
Vive su fondali ricchi di vegetazione, a bassa profondità.

## Descrizione
Corpo di forma triangolare e colore rosso-bruno, molto spinoso sul bordo del carapace, con zampe lunghe anch'esse spinose.